# 庫特諾縣

52°14′N 19°22′E / 52.233°N 19.367°E
庫特諾縣（波蘭語：Powiat kutnowski），是波蘭的縣份，位於該國中部，由羅茲省負責管轄，首府設於庫特諾，面積886平方公里，2006年人口104,124，人口密度每平方公里120人。